# I Finally Found My Way
I Finally Found My Way è un singolo del gruppo musicale statunitense Kiss, pubblicato nel 1998 ed estratto dall'album Psycho Circus.

## Descrizione
La canzone è una ballata attribuita al chitarrista/cantante Paul Stanley e al produttore Bob Ezrin, la canzone è stata scritta appositamente per il batterista Peter Criss per cantare per l'album. Sebbene Criss sia descritto come il cantante principale del brano, non ha suonato la batteria su di esso. L'unica canzone dell'album su cui ha suonato la batteria era Into the Void di Ace Frehley.
Il brano è stato pubblicato come singolo promozionale, ma non come singolo commerciale per l'album.
La canzone non è mai stata suonata dal vivo dalla band, poiché la band ha invece mantenuto la canzone caratteristica di Criss Beth nella scaletta del concerto.

## Formazione
- Peter Criss - voce principale
- Paul Stanley - chitarra acustica, basso e cori
- Kevin Valentine - batteria
- Bob Ezrin - pianoforte elettrico
- Shelly Berg - pianoforte acustico, direttore d'orchestra